# 식민 도시 (산토도밍고)

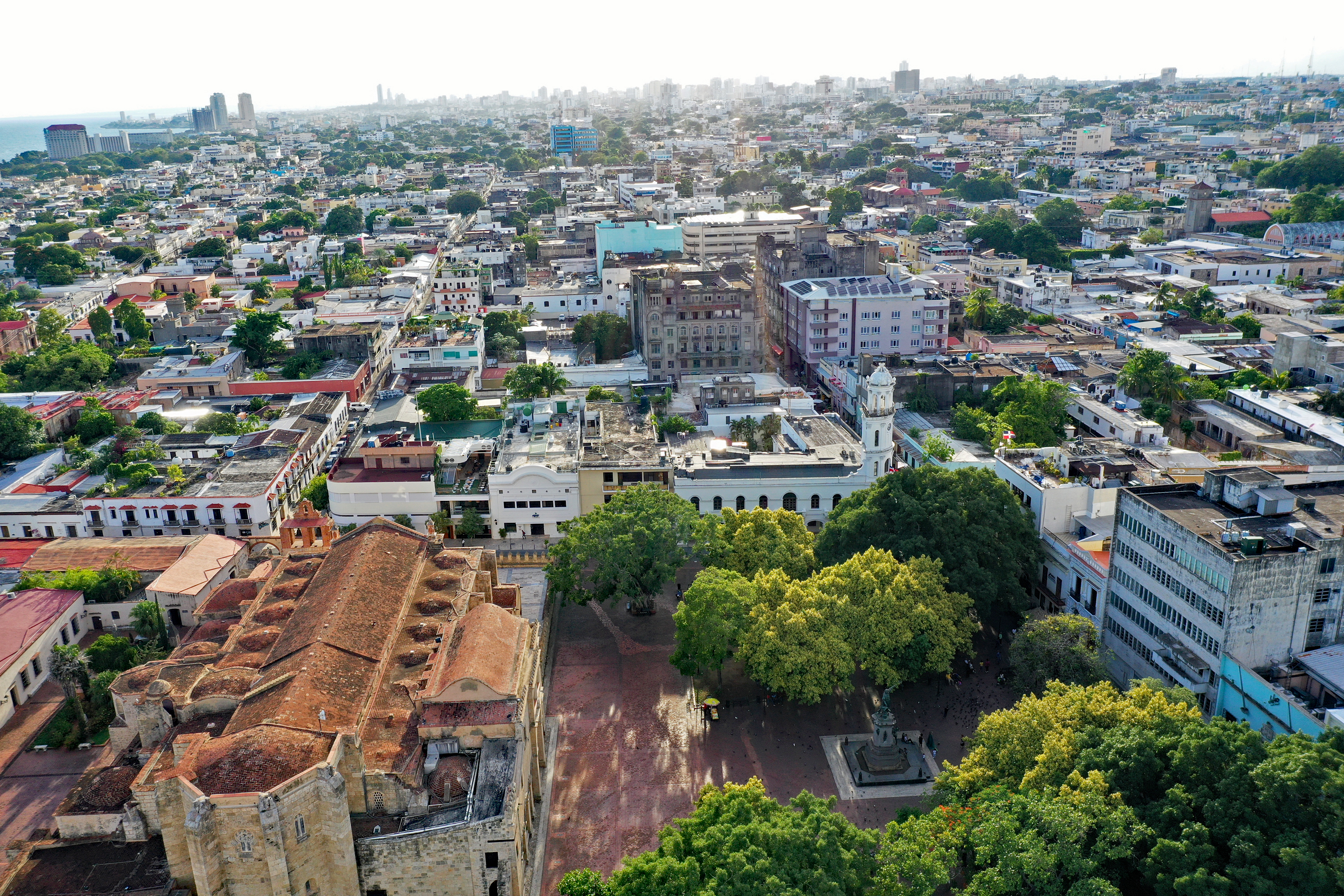
식민 도시

식민 도시(스페인어: Ciudad Colonial 시우다드콜로니알[*])는 도미니카 공화국의 수도 산토도밍고의 역사적인 중심지다. 이곳은 아메리카에서 가장 오래 지속해서 거주된 유럽인 정착지다. 이 지역은 유네스코 세계문화유산에 등재되었다.